# Olympische Sommerspiele 1952/Teilnehmer (Großbritannien)
| Gelbes Symbol für Goldmedaillen mit stilisierten Olympischen Ringen | Graues Symbol für Silbermedaillen mit stilisierten Olympischen Ringen | Braundes Symbol für Bronzemedaillen mit stilisierten Olympischen Ringen |
| ------------------------------------------------------------------- | --------------------------------------------------------------------- | ----------------------------------------------------------------------- |
| 1                                                                   | 2                                                                     | 8                                                                       |

Großbritannien nahm an den Olympischen Sommerspielen 1952 in Helsinki mit einer Delegation von 257 Athleten (213 Männer und 44 Frauen) an 127 Wettkämpfen in 18 Sportarten teil. Der einzige Olympiasieg gelang der Springreiterstaffel. Die meisten Medaillen (einmal Silber und viermal Bronze) wurden in der Leichtathletik gewonnen. Eine weitere Silbermedaille gewann der Segler Charles Currey, Bronze ging ferner an die Mannschaftsverfolgung im Radsport, die Schwimmerin Elenor Gordon, den Ringer Kenneth Richmond und die Hockeymannschaft. Fahnenträger bei der Eröffnungsfeier war der Geher Harold Whitlock.

## Teilnehmer nach Sportarten

### Boxen
Männer
- Henry Cooper
- Dai Dower
- Bernard Foster
- Terry Gooding
- Edgar Hearn
- Percy Lewis
- Johnny Maloney
- Thomas Nicholls
- Freddie Reardon
- Peter Waterman

### Fechten
| Männer - Bob Anderson - William Beatley - Harry Cooke - Charles de Beaumont - Christopher Grose-Hodge - Ray Harrison - Allan Jay - Emrys Lloyd - Ronald Parfitt - Raymond Paul - René Paul - Olgierd Porebski - Roger Tredgold - Luke Wendon | Frauen - Patricia Buller - Mary Glen-Haig - Gillian Sheen |

### Fußball
Männer
- Vorrunde
- Edward Bennett
- Charles Fuller
- Bob Hardisty
- James Lewis
- Alfred Noble
- George Robb
- Derek Saunders
- William Slater
- Thomas Stewart
- Leslie Stratton
- Lawrence Topp
ohne Einsatz:
- Robert Brown
- Stan Charlton
- Derek Grierson
- Patrick Hastie
- Bill Holmes
- Ken Yenson
- Kevin McGarry
- Tony Pawson
- Idwal Robling

### Gewichtheben
Männer
- Melville Barnett
- Julian Creus
- Yorrie Evans
- James Halliday
- Maurice Megennis

### Hockey
Männer
- Bronze
- Denys Carnill
- John Cockett
- John Conroy
- Graham Dadds
- Derek Day
- Dennis Eagan
- Robin Fletcher
- Roger Midgley
- Richard Norris
- Neil Nugent
- Anthony Nunn
- Anthony Robinson
- John Taylor

### Kanu
| Männer - Geoffrey Colyer - Gerald Marchand - Graham Palmer - Ray Parker - Frank Prout - Roland Prout | Frauen - Shirley Ascott |

### Leichtathletik
| Männer - Peter Allday - Lawrence Allen - Tim Anderson - McDonald Bailey Bronze 100 m - Roger Bannister - Chris Brasher - Chris Chataway - Duncan Clark - George Coleman - Stan Cox - Michael Denley - Alan Dick - John Disley Bronze 3000 m Hindernis - Ewan Douglas - Geoff Elliott - Frank Evans - Len Eyre - John Giles - David Gracie - Jack Gregory - Roland Hardy - Terry Higgins - Peter Hildreth - Geoff Iden - William Jack - Ken Johnson - Leslie Lewis - Alan Lillington - Dick Miller - Bill Nankeville - Fred Norris - Alan Parker - Jack Parker - Alan Paterson - Ron Pavitt - Jim Peters - Mark Pharaoh - Gordon Pirie - Frank Sando - John Savidge - Angus Scott - Brian Shenton - Nick Stacey - Donald Tunbridge - Albert Webster - Peter Wells - Tom White - Harold Whitlock - Rex Whitlock - Harry Whittle | Frauen - Heather Armitage Bronze 4 × 100 m - Shirley Cawley Bronze Weitsprung - Sylvia Cheeseman Bronze 4 × 100 m - Diane Coates - Jean Desforges Bronze 4 × 100 m - Patricia Devine - Suzanne Allday - June Foulds-Paul Bronze 4 × 100 m - Thelma Hopkins - Ann Johnson - Sheila Lerwill Silber Hochsprung - Dorothy Odam-Tyler - Pam Seaborne - Quita Shivas - Pauline Threapleton-Wainwright - Constance Willoughby |

### Moderner Fünfkampf
Männer
- John Hewitt
- Leon Lumsdaine
- Jervis Percy

### Radsport
Männer
- Alan Bannister
- Don Burgess
Bronze  Mannschaftsverfolgung 4000 m
- Les Ingman
- Don McKellow
- George Newberry
Bronze  Mannschaftsverfolgung 4000 m
- Alan Newton
Bronze  Mannschaftsverfolgung 4000 m
- Cyril Peacock
- Brian Robinson
- Desmond Robinson
- Ronald Stretton
Bronze  Mannschaftsverfolgung 4000 m
- Graham Vines
- Les Wilson

### Reiten
- Bertie Hill
- Reg Hindley
- Harry Llewellyn
Gold  Springen Mannschaft
- Laurence Rook
- Duggie Stewart
Gold  Springen Mannschaft
- Wilf White
Gold  Springen Mannschaft

### Ringen
Männer
- Leslie Cheetham
- Herbie Hall
- Don Irvine
- Ken Irvine
- Ray Myland
- Ken Richmond
Bronze  Schwergewicht Freistil

### Rudern
Männer
- Harry Almond
- Peter Brandt
- Adrian Cadbury
- David Callender
- Nicholas Clack
- James Crowden
- Chris Davidge
- Peter de Giles
- Graham Fisk
- Tony Fox
- Laurence Guest
- John Hinde
- David Jennens
- John Jones
- Charles Lloyd
- David Macklin
- Alastair MacLeod
- John MacMillan
- John MacMillan
- Paul Massey
- Roger Sharpley
- William Windham
- Edward Worlidge

### Schießen
- Jocelyn Barlow
- Ingram Capper
- Steffen Cranmer
- Ronald Guy
- Charles Hyde
- Enoch Jenkins
- Charles Lucas
- Cyril Mackworth-Praed
- John Pearson
- Henry Steele
- Henry Swire
- William White

### Schwimmen
| Männer - Brian Barnes - Roy Botham - John Brockway - Ronald Burns - Peter Head - Ronald Roberts - Bob Sreenan - Bert Wardrop - Jack Wardrop - Thomas Welsh | Frauen - Angela Barnwell - Jean Botham - Elenor Gordon Bronze 200 m Brust - Valerie Harris - Margaret Linton - Margaret McDowall - Pauline Musgrave - Lillian Preece - Daphne Wilkinson - Grace Wood - Jean Wrigley |

### Segeln
- Bruce Banks
- John Barrington-Ward
- Charles Currey
Silber  Finn-Dinghy
- John Dillon
- Edward Dyson
- Neil Kennedy-Cochran-Patrick
- Frank Murdoch
- Robert Perry
- Stanley Potter
- Kenneth Preston
- Martin Sharp
- Thomas Somers
- Robert Steele
- Franklin Woodroffe

### Turnen
| Männer - Ken Buffin - Graham Harcourt - Peter Starling - Frank Turner - George Weedon - Jack Whitford | Frauen - Cissy Davies - Irene Hirst - Patricia Hirst - Gwynedd Lewis-Lingard - Margo Morgan - Valerie Mullins - Marjorie Raistrick-Carter - Margaret Thomas-Neale |

### Wasserball
Männer
- Vorrunde
- Charles Brand
- Jack Fergusson
- Stan Hawkins
- Ian Johnson
- Jack Jones
- Terry Miller
- David Murray
- Ron Turner
- Gerry Worsell

### Wasserspringen
| Männer - Peter Elliott - Peter Heatly - Tony Turner | Frauen - Dorothy Drew - Valerie Lloyd-Chandos - Ann Long - Diana Spencer - Charmain Welsh |